# Santtu-Matias Rouvali
Santtu-Matias Rouvali, född den 5 november 1985 i Lahtis, är en finländsk dirigent och slagverkare.
Föräldrarna spelade båda i symfoniorkestern i Lahtis. Rouvali har studerat under Leif Segerstam vid Sibelius-Akademin i Helsingfors och denne är tillsammans med Hannu Lintu de stora inspiratörerna.
Han har dirigerat orkestrar i Finland samt Stockholm, Paris, Tokyo, London, Berlin och Bergen. År 2013 utsågs Rouvali till chefsdirigent för Tammerfors filharmoniska orkester och sedan 2017 innehar han samma befattning vid Göteborgs symfoniker.
Santtu-Matias Rouvali utsågs 2019 till ny chefsdirigent för Philharmonia Orchestra i London.